# مادالینا برش
مادالینا برش (رومانیایی: Mădălina Bereș؛ زادهٔ ۳ ژوئیهٔ ۱۹۹۳) قایقران روئینگ زن اهل رومانی است.
وی در مسابقات کشوری و بین‌المللی در مجموع برندهٔ ۷ مدال طلا، ۱ مدال نقره، ۳ مدال برنز شده‌است.